# Keflavík
Koordinati:   63°58′48″N, 22°33′30″W
Keflavík [kjéblavik] je manjše ribiško mesto in pristanišče na  Islandiji.
Keflavík leži na jugozahodni obali otoka okoli 42 km od Reykjavíka v zalivu Faxaflói. V kraju živi 8.169 prebivalcev (popis 1. januar 2009). Med drugo svetovno vojno so tu zgradili veliko letališče. Zdaj sta tam mednarodno in vojaško letališče in vojaška baza zveze NATO.  